# William Mayne (1er baron Newhaven)
William Mayne (1722-28 mai 1794) est un marchand et homme politique britannique qui siège à la Chambre des communes de 1774 à 1790. 

## Jeunesse
Il est le fils aîné du deuxième mariage de William Mayne, de Powis Logie, Clackmannanshire . Il est employé dans l'entreprise familiale Mayne and Barn à Lisbonne jusqu'en 1757, date de son retour en Angleterre. De 1757 à 1765, il est administrateur de la Royal Exchange Insurance Company et est enregistré comme marchand dans les répertoires commerciaux jusqu'en 1780. Il épouse Frances Allen, fille de Joshua Allen, 2e vicomte Allen, et héritière de son frère John Allen, 3e vicomte Allen, le 15 juillet 1758. Grâce à son mariage, il acquiert des propriétés considérables en Irlande . 

## Carrière politique
Mayne avait hâte d'entrer au Parlement et s'est présenté aux élections générales britanniques de 1761 à Canterbury où il est battu. Il est cependant élu en 1761 à la Chambre des communes irlandaise pour Carysfort, siège qu'il occupe jusqu'en 1776 . Il est créé baronnet, de Marston Mortaine dans le comté de Bedford, en 1763 et admis au Conseil privé d'Irlande en 1766 . Aux Élections générales britanniques de 1768, il se présente à Malmesbury où il n'avait aucune chance contre des intérêts particuliers, après avoir brièvement envisagé Colchester . 
En 1774, Mayne acquiert un siège à Gatton où il est élu et est également élu député de Canterbury, où il choisit de siéger. En 1776, il est élevé dans la pairie d'Irlande en tant que baron Newhaven, de Carrick Mayne dans le comté de Dublin. Il est battu à Canterbury aux élections générales de 1780 et est réélu lui-même et son frère Robert Mayne pour Gatton à la place. Son frère est décédé en 1782 et Mayne est réélu à Gatton pour la dernière fois en 1784. En 1786, il vend sa propriété à Gatton et ne se représente pas en 1790 . 

## Famille
Lord Newhaven est décédé en mai 1794. Lui et sa femme, Frances, ont un fils qui est mort dans la petite enfance et les titres ont disparu à sa mort . Ce qui est maintenant la ville de Berlin, New Hampshire, a été à l'origine nommé "Maynesborough" en l'honneur de Mayne . 